# NGC 2622
NGC 2622 ist eine Starburst- und Seyfert-Galaxie im Sternbild Krebs. Sie ist rund 380 Millionen Lichtjahre von der Milchstraße entfernt und hat einen Durchmesser von etwa 110.000 Lichtjahren.
Gemeinsam mit ihrem nahen linsenförmigen Begleiter PGC 24266 bildet sie ein physikalisch gebundenes Paar. Beide Galaxien haben durch die Gezeitenkräfte gestreckte Spiralarme, in denen sich Gas und Sternentstehungsgebiete weit in den Raum erstrecken. In optischer Nähe befinden sich noch die Galaxien PGC 1718679 und PGC 1719307.
Die Galaxie wurde am 29. März 1865 von dem Astronomen Albert Marth mit einem 48-Zoll-Reflektor entdeckt.